# Gare de Lordsburg (Nouveau-Mexique)
La gare de Lordsburg (Nouveau-Mexique) est une gare ferroviaire des États-Unis, située sur le territoire de la ville de Lordsburg dans l'État du Nouveau-Mexique.

## Service des voyageurs

### Desserte
Elle est desservie par des liaisons longue-distance Amtrak :
- le Sunset Limited: Los Angeles - La Nouvelle-Orléans
- le Texas Eagle: Los Angeles - Chicago

Les deux trains sont combinés entre Los Angeles et San Antonio. Il y a deux services dans chaque sens par semaine.